# Víknafjöll
Víknafjöll är en bergskedja i republiken Island. Den ligger i regionen Norðurland eystra, 280 km nordost om huvudstaden Reykjavík.